# Leone Cattani
Leone Cattani (Rieti, 5 gennaio 1906 – Roma, 29 ottobre 1980) è stato un avvocato, politico e antifascista italiano.
Dal dicembre 1944 al dicembre 1945 fu segretario generale del Partito Liberale Italiano; nel 1955 fu tra i fondatori del Partito radicale.

## Biografia

### Giovinezza
Leone Cattani era nato a Rieti il 5 gennaio 1906, in via San Rufo, 9. Suo padre era di Antrodoco e si chiamava Antonio Cattani (1873 - 1939) era maestro elementare e, in seguito diventerà direttore didattico; la madre era di Rieti, si chiamava Maria Costantini. Antonio e Maria si sposarono a Rieti il 12/04/1899 e la loro unione fu allietata da ben 4 figli: Umberto (1900), Maria (1901), Elena (1904) e infine Leone. Per ragioni di lavoro, la famiglia Cattani fu costretta a trasferirsi da Rieti a Urbino e in seguito a Crema. Leone Cattani studiò a Milano, dove conseguì la laurea in giurisprudenza, nell'ambiente universitario entrò in contatto con le idee liberali di Benedetto Croce e Luigi Einaudi. Iscritto all'Azione Cattolica, ne uscì con l'avvento del fascismo.

### Cattani antifascista
Giovanissimo dirigente della FUCI, aderì all'antifascismo amendoliano e, successivamente, agli ambienti antifascisti che si strinsero attorno a Benedetto Croce. Fu arrestato nel 1927 per attività cospirative, ma presto rilasciato. Avvocato e difensore di antifascisti negli anni 30, organizzò azioni contro il regime a partire dal 1942; si rifiutò di far aderire i suoi gruppi di giovani liberali al costituendo Partito d'Azione, ritenendo che la pregiudiziale repubblicana, voluta da Ugo La Malfa e Ferruccio Parri, ostacolasse la creazione di un grande partito capace di attrarre i ceti medi, in gran parte monarchici.
Cattani fu rappresentante liberale nel comitato antifascista di Ivanoe Bonomi prima del 25 luglio e, dopo la destituzione di Mussolini, organizzò, assieme a Nicolò Carandini, Giambattista Rizzo, Mario Pannunzio e altri, la ricostituzione del Partito liberale a Roma. Si oppose all'adesione al governo Badoglio, voluto dagli "anziani" del suo partito, quali Alessandro Casati e Marcello Soleri, e, dopo l'8 settembre, fece confluire il PLI nel Comitato di liberazione nazionale (CLN).
Durante l'occupazione di Roma, il Cattani contribuì alla pubblicazione clandestina degli opuscoli programmatici del "Movimento liberale italiano" e, assieme a Pannunzio, di "Risorgimento Liberale" che - dopo la liberazione della capitale - diventò organo ufficiale del PLI.

### Cattani segretario del PLI
Ispirandosi a Croce ed Einaudi, Cattani si espresse sempre a difesa della democrazia contro gli estremi del fascismo e del comunismo, per un liberalismo progressista e riformista. Nel dicembre del 1944, Manlio Brosio entrò nel governo Bonomi II e Cattani assunse la segreteria generale del PLI; in tale veste individuò il comunismo come il pericolo più grande e si adoperò per una limitazione dei poteri del CLN, dominato dal PCI, e per il suo scioglimento dopo la liberazione del territorio nazionale (25 aprile 1945).
Successivamente Cattani fu membro della Consulta Nazionale e fece aderire il suo partito al governo Parri, pur espressione della sinistra e del CLN. Per Cattani, tale partecipazione doveva essere funzionale in vista della costituzione di un governo DC-PLI con la guida di Alcide De Gasperi; scatenò quindi una campagna contro il governo Parri e, il 21 novembre 1945, i ministri liberali presentarono le loro dimissioni, provocandone la crisi.
Il 10 dicembre 1945 si costituì un nuovo governo sotto la guida di De Gasperi, ma nuovamente formato dai sei partiti del CLN. Cattani, come fortemente richiedevano gli ambienti di destra del suo partito, rischiò di far passare il PLI all'opposizione, dove sarebbe diventato una facile preda dell'emergente movimento dell'Uomo qualunque; ma infine, i liberali parteciparono al primo governo De Gasperi e Cattani lasciò a Giovanni Cassandro la segreteria del PLI, per l'incarico di Ministro dei lavori pubblici.

### Il referendum istituzionale e l'uscita di Cattani dal PLI

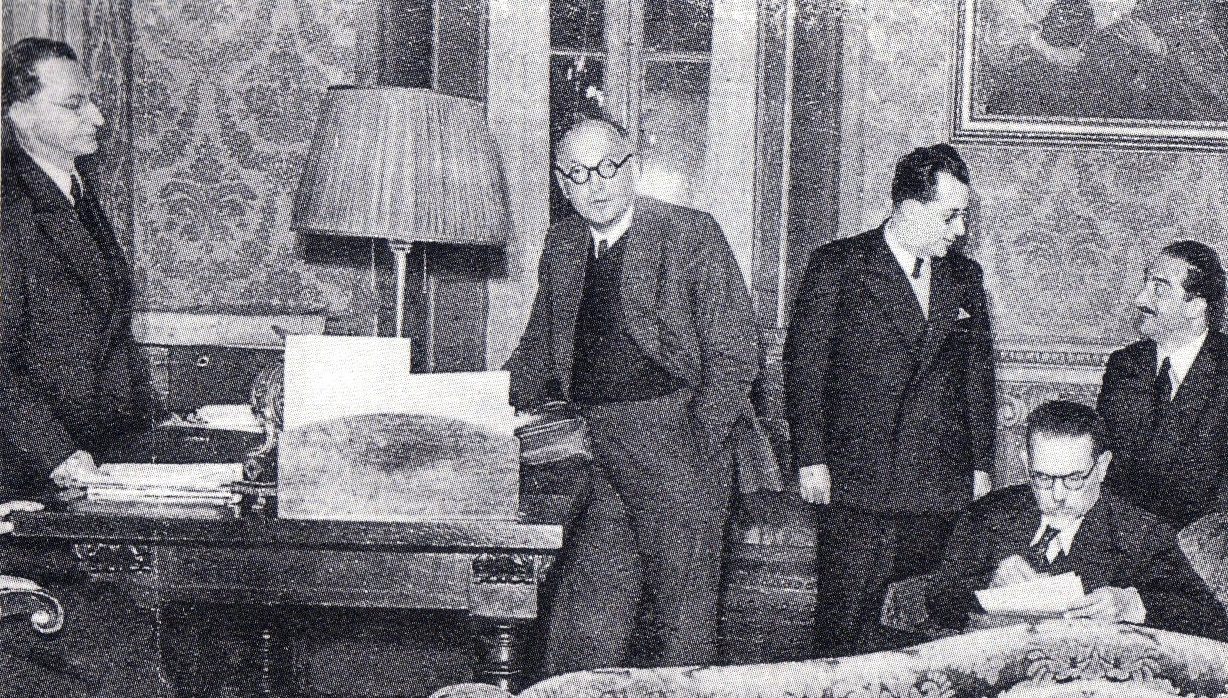
Riunione del primo governo De Gasperi con il Presidente Alcide De Gasperi (DC), Pietro Nenni (PSIUP), Palmiro Togliatti (PCI), Leone Cattani (PLI) ed Emilio Lussu (PdA).

In occasione del referendum istituzionale monarchia/repubblica del 2 giugno 1946, il Partito liberale fu l'unico partito facente parte del CLN a esprimersi favorevolmente al mantenimento dell'istituzione monarchica.
Dopo la sconfitta della Monarchia, Cattani s'impegnò per una corretta indagine sui presunti brogli denunciati dalle associazioni monarchiche. Durante la seduta del Consiglio dei ministri tenutosi della notte fra il 12 e il 13 giugno 1946, fu l'unico membro del governo a votare contro l'assunzione da parte di Alcide de Gasperi dei poteri di Capo provvisorio dello Stato; ma, una volta proclamata la Repubblica, diventò presto il difensore della legittimità della nuova forma di stato contro i tentativi dei compagni di partito di rimetterla in discussione tramite un secondo referendum.
Alla fine del 1947 si ritrovò come massimo esponente della sinistra liberale al IV Congresso nazionale e, dopo la vittoria della destra monarchica, uscì dal PLI, lanciando accuse di manipolazioni in occasione della votazione congressuale.
Dirigente del movimento di Rinascita liberale nel 1948, Cattani inizialmente s'impegnò per la costituzione di un nuovo partito liberale dissidente ma, di fronte alle esitazioni dei suoi amici della sinistra liberale, rinunciò all'idea. Anzi, quando nel giugno del 1948 Carandini decise di costituire il Movimento Liberale Indipendente (MLI), Cattani se ne appartò e si ritirò temporaneamente dalla scena politica.

### Il rientro nel PLI e la fondazione del Partito radicale
Nel 1950, dopo il rovesciamento del segretario generale Roberto Lucifero, della destra liberale, e l'avvento di Bruno Villabruna che tentò di riportare il PLI su una linea politica centrista, favorendo la costituzione di una "terza forza", si affacciò la possibilità di una riunificazione delle correnti liberali. Il Cattani, tramite il MLI, colse l'occasione per porre le sue condizioni per la riunificazione liberale, chiedendo la fondazione di un organismo nuovo del liberalismo italiano che escludesse del tutto la destra conservatrice. Nonostante tale richiesta non fosse accolta, nel dicembre del 1951, a Torino, Cattani fu uno dei protagonisti del Convegno di riunificazione liberale.
Nel 1952, Cattani si presentò alle elezioni amministrative per il Comune di Roma, nella coalizione di partiti comprendente il PLI, la Democrazia Cristiana, il PRI e il PSDI che, in base a una nuova legge elettorale, avrebbe sostenuto il sindaco uscente Salvatore Rebecchini. L'uomo politico liberale fu eletto consigliere e, successivamente, assunse la carica di Assessore all'Urbanistica e all'edilizia privata. Dopo nemmeno un anno, Cattani dette le dimissioni da assessore (mantenendo la carica di consigliere) per non avallare alcune operazioni edilizie sulla collina di Monte Mario. Successivamente, tuonò più volte, dai banchi del Consiglio comunale, contro la corruzione degli uffici e il dilagare dell'abusivismo edilizio, tra l'indifferenza generale.
A favore della legge elettorale del 1953 ("legge truffa"), Cattani si ritrovò presto nuovamente all'opposizione all'interno del PLI, quando, nel 1954, Giovanni Malagodi subentrò a Villabruna alla segreteria generale. Tale opposizione portò Cattani alla definitiva rottura col suo partito; alla fine del 1955, uscì dal PLI, assieme agli esponenti della sinistra liberale e alla corrente di Villabruna, per fondare il Partito Radicale.

### Cattani radicale
Il Partito radicale fu fondato ufficialmente il 10 dicembre 1955, al teatro Cola di Rienzo di Roma. Subito dopo, Cattani si presentò con la nuova lista alle elezioni comunali di Roma del 1956 e fu rieletto consigliere, pur nel sostanziale insuccesso del nuovo partito, che ottenne solo l'1,2% dei voti. Dai banchi dell'opposizione, Cattani combatté soprattutto la politica urbanistica delle nuove giunte a direzione democristiana (Tupini e Cioccetti); si ricorda, in particolare, la sua vittoriosa battaglia per evitare la lottizzazione di Villa Chigi. Nel 1958 fu candidato a Sindaco di Roma dalle sinistre (socialisti, comunisti, repubblicani e radicali) nella votazione che condusse all'elezione di Urbano Cioccetti.
Ma anche l'avventura radicale di Cattani durò poco. Nel 1961 dalle colonne de Il Mondo, diretto da Mario Pannunzio, cui Cattani era politicamente prossimo, fu sollevato il cosiddetto "caso Piccardi": Leopoldo Piccardi, membro della segreteria del partito, fu accusato di aver partecipato, nel 1938-1939, a due convegni italo-tedeschi, in cui si toccarono argomenti razziali. Mentre Cattani e il gruppo del "Mondo" chiedevano le dimissioni di Piccardi, l'ala sinistra del partito lo difese. Da ciò, le nuove dimissioni di Leone Cattani.

### Il ritiro a vita privata
Nel 1963, fallita l'esperienza radicale, Cattani si candidò al Parlamento nelle liste del Partito Socialista Democratico Italiano di Saragat, ma non fu eletto. Da allora si ritirò a vita privata. Nel 1968 fu promotore con Arrigo Olivetti, Nicolò Carandini, Pier Franco Quaglieni, Mario Soldati, del centro Pannunzio di Torino. Morì nel 1980.